# Las bicicletas
Las bicicletas es una polka tradicional de la capital de México, publicada en 1893, obra del músico mexicano Salvador Morlet Maillefert.

## Letra y versiones
Las primeras interpretaciones corrían a cargo de salterio, piano, u orquesta típica. Después fue adoptada por conjuntos de mariachi. También las hay de conjuntos norteños, como las realizadas por Los Alegres de Terán; con orquesta u otro tipo de ensambles, como en el caso de la versión de la Orquesta típica de la Ciudad de México de 1954; o las varias versiones con diversos instrumentos solistas, como el órgano melódico de Juan Torres o la marimba de «Marimba Chiapas».  
La letra que hemos encontrado en las fuentes del presente artículo, es una letra jocosa, que resaltan la novedad, en el contexto de su época, del invento o creación de la bicicleta como medio de transporte:
| -1a- De las modas que nos llegan de París y Nueva York, hay una sin igual que nos llama la atención. Son las bicicletas que transitan de Plateros a Colón, y por ellas han olvidado la sombrilla y el bastón. -2a- Por eso un catrín, en la calle sucedió, un bicicletista torpe una vieja atropelló. El gendarme le pregunta: “¿señora qué le pasó?” La señora le responde: “el demonio me tumbó”. -3a- Las bicicletas, niña hermosa, son las que andan por ahí, ellas corren muy veloz igual que el ferrocarril. Vámonos a la Alameda a pasearnos por ahí, y ahí compartiremos con muchísimo placer. | -4a- Por allá se ve venir una chica, ¡sí señor!, que maneja el aparato con destreza y precisión. Por allá se ven también en constante agitación, un montón de bicicletas que acaparan mi atención. -5a- Las bicicletas, niña hermosa, son las que andan por ahí, ellas corren muy veloz igual que el ferrocarril. Vámonos pa’ la Alameda con muchísimo placer y ahí con más violencia, las veremos ya correr. -6a- Por allá se ve venir, cual si fuera exhalación, un lagarto va encorvado de cortito pantalón y empinado a la moda, hasta llama mi atención, pues más bien parece un gato al acecho del ratón. |

## Motivos culturales
Esta polka se encuentra asociada al periodo porfirista poco antes de la Revolución mexicana.[cita requerida]